# Sân bay Beograd Nikola Tesla
Sân bay Belgrade Nikola Tesla (tiếng Serbia: Аеродром Београд - Никола Тесла, Aerodrom Beograd - Nikola Tesla) (IATA: BEG, ICAO: LYBE) là sân bay tấp nập nhất Serbia, cũng gọi là Surčin (Сурчин), theo ngoại ô Belgrade gần đó.
Sân bay được đặt tên theo Nikola Tesla, có cự ly 12 km về phía tây trung tâm thành phố Belgrade, đô thị Surčin, bao quanh bởi đồng bằng Vojvodina. Đây là trung tâm hoạt động của hãng hàng không quốc gia Jat Airways. Các hãng bay thuê bao Aviogenex, hãng hàng không VIP Air Pink, Jat Airways AVIO taxi, Prince Aviation và Pelikan Airways cũng xem sân bay này sân bay chính.

## Các hãng hàng không và tuyến bay
Các hãng vận chuyển hành khách san đang hoạt động tại sân bay Nikola Tesla (tháng 4 năm 2009):
| Hãng hàng không                                                     | Các điểm đến |
| ------------------------------------------------------------------- | --- |
| Aeroflot                                                            | Moscow-Sheremetyevo |
| Aerosvit Airlines                                                   | Kiev-Boryspil |
| Air France                                                          | Paris-Charles de Gaulle |
| Alitalia                                                            | Rome-Fiumicino |
| Austrian Airlines cung ứng bởi Austrian Arrows                      | Vienna |
| British Airways                                                     | London-Heathrow |
| Czech Airlines                                                      | Prague |
| Gazpromavia                                                         | Sochi-Adler |
| Germanwings                                                         | Cologne/Bonn, Stuttgart |
| Jat Airways                                                         | Abu Dhabi, Amsterdam, Athens, Banja Luka, Berlin-Tegel, Brussels, Copenhagen, Dubrovnik [starts July 06], Düsseldorf, Frankfurt, Gothenburg-Landvetter [starts June 16], Istanbul-Atatürk, Larnaca, Ljubljana, London-Heathrow, Malta-Luqa, Milan-Malpensa, Monastir, Moscow-Sheremetyevo, Ohrid, Paris-Charles de Gaulle, Podgorica, Pula, Rome-Fiumicino, Sarajevo, Skopje, Stockholm-Arlanda, Stuttgart, Tel Aviv, Thessaloniki, Tivat, Trieste, Tripoli, Tunis, Vienna, Zürich |
| LOT Polish Airlines                                                 | Warsaw |
| Lufthansa                                                           | Frankfurt, Münich |
| Lufthansa Regional cung ứng bởi Lufthansa CityLine                  | Münich |
| Montenegro Airlines                                                 | Podgorica, Tivat |
| Norwegian Air Shuttle                                               | Oslo-Gardermoen, Stockholm-Arlanda |
| Olympic Airlines                                                    | Athens |
| Swiss International Air Lines                                       | Zürich |
| Swiss International Air Lines cung ứng bởi Swiss European Air Lines | Basel |
| Turkish Airlines                                                    | Istanbul-Atatürk |
| Tunisair                                                            | Monastir |

### Bay thuê bao
| Hãng hàng không       | Các điểm đến                                             |
| --------------------- | -------------------------------------------------------- |
| Air Pink              | theo yêu cầu                                             |
| Aviogenex             | (cung ứng bởi Jat Airways)                               |
| Jat Airways           | Antalya, Bodrum, Corfu, Cairo, Hurghada, Sharm el-Sheikh |
| Jat Airways AVIO taxi | theo yêu cầu                                             |
| Nouvelair             | Monastir via Djerba Island                               |
| Pelikan Airways       | theo yêu cầu                                             |
| Prince Aviation       | theo yêu cầu                                             |

### Cargo airlines
Các hãng vận chuyển hàng hoá hoạt động tại sân bay Nikola Tesla (tháng 1 năm 2008):
| Hãng hàng không               | Các điểm đến           |
| ----------------------------- | ---------------------- |
| DHL                           | Bergamo                |
| MiniLiner                     | Bergamo                |
| Solinair                      | Portorož via Ljubljana |
| United International Airlines | thuê bao               |